# Факкинетти, Роби
Камилло Фердинандо («Роби») Факкинетти (итал. Camillo Ferdinando «Roby» Facchinetti, род. 1 мая 1944 года, Бергамо, Италия) — итальянский певец, композитор, клавишник, известный как член группы «Pooh» и тем, что создал творческий союз с Валерио Негрини, вместе с которым они написали большую часть песен группы.

## Биография
Камилло Фердинандо Факкинетти был прозван «Роби» еще с детства (от бергамского слова «robì» что означает маленький) из-за его хрупкого телосложения. Провёл детство в Астино (квартал на окраине Бергамо). От матери он унаследовал страсть к классической музыке. Его дедушка был композитором и директором хора. Роби очень рано начал заниматься музыкой, уже в 4 года он на слух играл на губной гармонике. В восемь лет он начал учиться играть на аккордеоне, а в 10 лет — на фортепиано. В возрасте 11 лет он начинает писать первые музыкальные произведения.
Первой группой Роби Факкинетти стала «I Monelli», созданная в 1958 году. В 1964 году, став участником группы Pierfilippi и Les Copains, он ездил по всей Италии. В один вечер в «Sporting Club» в Болонье в начале 1966 года группа выступила вместе с Pooh. В конце выступления Роби предложили вступить в группу Pooh на место английского клавишника Bob Gillot. Он согласился, с благословения его старой группы, которая подталкивала его к этому решению, и выбирал псевдоним «Роби», поскольку считал, что его настоящее имя не подходило для стиля рок. Роби Факкинетти вошёл в состав группы Pooh в мае 1966 года. В составе группы он записал несколько одних из самых успешных дисков Италии, такие как «Piccola Katy» (1968), «Tanta voglia di lei» и «Pensiero» (1971), «Noi due nel mondo e nell’anima» (1972), «Parsifal» (1973), «Dammi solo un minuto» (1977), «Chi fermerà la musica» (1981), «Uomini soli» (1990), «La donna del mio amico» (1996), «Dimmi di sì» (1999) и «Dove comincia il sole» (2010).
30 декабря 2016 года группа Pooh провела последний концерт в Болонье и была официально закрыта.
В 2017 году Роби Факкинетти создал дуэт с Риккардо Фольи, и 3 ноября 2017 года вышел их новый альбом «Insieme» («Вместе»).
В феврале 2018 года Роби Факкинетти принял участие на фестивале Сан-Ремо в дуэте с Риккардо Фольи с песней «Il segreto del tempo» («Секрет времени»).